# Virtual Boy
Virtual Boy — перша домашня 32-бітна гральна консоль, створена фірмою Nintendo, здатна відображати «справжню» тривимірну графіку. Більшість ігрових систем використовувало для створення уявного обсягу перспективну проєкцію на плоский екран. Virtual Boy дозволяє створити точнішу ілюзію обсягу за допомогою ефекту паралакса. Він використовує технологію, аналогічну «головному дисплею» (так званому «шолому віртуальної реальності») — користувач занурює обличчя в пару гумових амортизаторів на передній частині пристрою, і два спеціальні монохромні (чорно-червоні) проектори передають зображення окремо для кожного ока. Система була випущена 21 липня 1995 року в Японії та 16 серпня того ж року в США за ціною 179.95 доларів. Однак, інтересу у покупців вона не викликала, незважаючи на постійне зниження ціни. Внаслідок цього підтримка системи була припинена вже в наступному році.

## Технічна інформація
Хоча система має графічну дозвіл 384x224 крапки, вона не містить повної світлодіодної матриці з таким дозволом. Замість цього як пристрій відображення використовується дві лінійки 1x224 з механічною розгорткою, що переміщає лінійки в полі зору очі з дуже високою швидкістю. Механічний привід лінійок при роботі створює помітний шум і міг бути легко пошкоджений, наприклад, при випадковому ударі і навіть при використанні в умовах вібрації (наприклад, в машині). Повноцінний механічний екран був би простіше, однак збільшив би габарити пристрою, а також його ціну, що стало вирішальним чинником з економічних міркувань. Кожна гра для Virtual Boy має опцію автоматичної паузи кожні 15-30 хвилин, для нагадування користувачеві про необхідність перерви, щоб уникнути перенапруги зору і можливої появи головного болю.

### Монохромний екран
Virtual Boy відомий тим, що використовує монохромний пристрій зображення на основі світлодіодів червоного кольору. Такі світлодіоди були обрані з причини їх найменшої ціни, меншого енергоспоживання, і найконтрастнішого кольору. Використання світлодіодів іншого кольору призвело б до неприйнятного підвищення ціни системи, аж до 500 доларів. Ефективна технологія створення світлодіодів синього та зеленого кольорів з'явилася тільки в 1996 році. У процесі розробки системи були також спроби використовувати рідкокристалічні екрани, однак у процесі експериментів замість ілюзії обсягу виходило тільки двояке зображення.
Для нормального функціонування механічної розгортки, що створює повний растр з однієї фізичної лінії точок, потрібно використання високошвидкісних світлодіодів. Так як кожна точка відображається лише невелику частку секунди (384 крапки в ширину, частота розгортки 50.2 гц = приблизно 52 мікросекунди на рядок), для створення добре видимого зображення потрібна також висока пікова яскравість світіння світлодіодів. Двоекранна система дозволяла отримати високу швидкість оновлення зображення, на відміну від оригінального Game Boy, що має розмите зображення рухомих об'єктів. Таким чином, використання рідкокристалічних екранів не було б прийнятним рішенням.

### Управління
Virtual Boy надавав можливість переміщуватись в трьох вимірах та потребував пристрою керування для управління віссю Z. Ігровий контролер системи був спробою реалізувати керування об'єктами в тривимірному просторі за допомогою двох цифрових покажчиків напрямку.
Зовні контролер має форму літери 'M', гравець тримає його за крайні боку, а на частині, збіжній в центрі, розташовується батарейний відсік. На контролері є шість кнопок (A, B, Start, Select, L та R). два хрестоподібних покажчика напрямів, і вимикач живлення. Покажчики напрямів знаходяться на краях контролера, у верхній його частині. Кнопки 'A' та 'B' містяться під покажчиком напрямків на правій частині контролера, а 'Start' та 'Select' — на лівій. Кнопки 'L' та 'R' виконані у вигляді так званих «шифтів» (зазвичай знаходяться на поперечній частині ігрових контролерів), і містяться приблизно під покажчиками напрямків, але на нижній стороні контролера, і використовуються в основному як перемикачі.
У більшості ігор для Virtual Boy, таких як Mario Clash або Jack Bros, покажчики напрямку взаємозамінні, тобто виконують одну і ту ж дію. В інших іграх, з більш об'ємним оточенням, таких як Red Alarm або Teleroboxer, кожен покажчик напрямку має власне призначення. Наприклад, у грі Red Alarm один покажчик напрямків управляє висотою і поворотом космічного корабля (яким управляє гравець), а інший — переміщення в глибину і бічним зміщенням. У грі Teleroboxer кожен з покажчиків напрямків, разом з «шифтом», керує положенням відповідного кулака гравця.
Однією з найбільш незвичайних особливостей контролера був знімний батарейний відсік, що знаходиться позаду. Він містив шість батарей AA, що живлять систему. Система також могла харчуватися від мережевого адаптера, але для цього була потрібна купівля спеціального перехідника, що встановлюється замість батарейного відсіку. При наявності перехідника систему можна було живити звичайним мережевим адаптером від SNES.

## Провал системи
Система була розроблена Гумпеєм Йокоєм, винахідником попередніх кишенькових ігрових систем від Nintendo — Game & Watch та Game Boy. Незважаючи на невеликі розміри і передбачувану ними портативність, Virtual Boy не планувався як заміна лінійки Game Boy, так як вимагав для нормального використання наявності рівної поверхні і повністю блокував периферійний зір гравця. Згідно з книгою Game Over, написаній David Sheff, Gunpei не хотів випускати систему в тому вигляді, в якому вона була випущена. Керівництво Nintendo хотіло швидше сфокусуватися на розробці Nintendo 64 і наполягло на якнайшвидшому випуску системи на ринок.
Деякі непорозуміння з боку гравців, що з'явилися в момент виходу Virtual Boy, виникли через публічні роздуми Nintendo, що система могла б нагадувати встановлену вертикально гармату, що створює тривимірну проєкцію зображення в повітрі над собою. Коли система була випущена в своєму остаточному вигляді, вона стала розчаруванням для гравців, у порівнянні з тим, чим могла б бути згідно з наведеним опису.
... Virtual Boy створює дуже вражаючі тривимірні ефекти, однак монохромна графіка, як виявилося, знижує їхню привабливість. — (Сайт американського відділення Nintendo) 
На момент випуску Virtual Boy Nintendo вважалася практично невразливою на ринку відеоігор, так як вона мала дуже успішні системи NES, SNES та Game Boy, і була здатна продовжувати успішно конкурувати з Sega за допомогою Nintendo 64. У той час, як багато хто пояснює подальшу втрату лідерства Nintendo появою PlayStation від Sony, деякі ринкові аналітики та відеоігрові історики вважають, що «початком кінця» став випуск Virtual Boy.
Вважається, що Virtual Boy став комерційно невдалою системою з кількох причин:
- Щоб заповнити паузу, що виникла через тривалу розробку Nintendo 64, система була випущена на ринок перш, ніж була повністю готова. Крім цього, покупці не хотіли витрачати гроші на систему, яка здавалася їм «прохідною», особливо враховуючи, що планується вихід Nintendo 64 в найближчому майбутньому.
- Позиціонування як портативної системи. Однак, Virtual Boy не був настільки портативним, наскільки це було потрібно користувачам. Через габарити і масу його було практично неможливо використовувати в русі, також, при спробі зробити це могло трапитись пошкодження механіки системи.
- Упаковка та інструкція системи попереджали, що її використання може спричинити перенапруження очей та інші проблеми, особливо для дітей молодших 7 років. Хоча це попередження було додано в основному для зняття відповідальності з виробника, воно відлякувало потенційних покупців. У деяких з людей, що купили систему, після короткого сеансу гри виникав головний біль.
- Багато хто вважає, що система мала бідний вибір ігор, доступних на момент її появи. Дуже мало хто хотів вкладати час і гроші в таку нову й невідому систему. Це призвело до невідповідності попиту і пропозиції, в результаті чого для системи було випущено всього 22 гри (для японського і американського ринків). Також фірма Nintendo не планувала випуску для Virtual Boy ігор з таких популярних серій, як Metroid, Zelda, або Star Fox, також не планувалося поява ігор з популярних серій від сторонніх розробників (наприклад, Final Fantasy та інших ігор від Squaresoft). Іншою проблемою був сам форм-фактор консолі, не дуже вдалий для деяких типів ігор, що створювало у користувачів враження досить обмежених можливостей системи.
- Система не мала вертикального регулювання. Це означає, що система для цього повинна була бути встановлена на стіл (що дуже незручно), або гравець повинен використовувати її лежачи. Також консоль була неміцною, а частини для її ремонту були не дуже доступні.
- Через особливості технології сторонні глядачі не могли спостерігати за ігровим процесом, що знищувало соціальний аспект гри. Багатокористувацький інтерфейс гри через кабель, що з'єднує дві системи, була в процесі розробки, проте система провалилася перш, ніж ця розробка була закінчена.
- Внаслідок провалу системи на японському та американському ринках, вона не була випущена в Австралії та Європі. Це внесло свій внесок у проблему попиту та пропозиції (обмежених поставок), що була у продуктів Nintendo (особливо у ігрової консолі SNES) в середині 90-х років, і яка існувала в основному через тривалі затримки з виходом Nintendo 64.

Провал Virtual Boy вважається багатьма причиною відходу Gunpei Yokoi з Nintendo. Як згадується в книзі Game Over, компанія поклала відповідальність за провал системи безпосередньо на її творця.
У 2003 році була випущена гра Super Smash Bros. Melee для Nintendo GameCube. Virtual Boy з'явився в ній як один з ігрових трофеїв. Однак він присутній тільки в японській версії. Внаслідок провалу Virtual Boy, американське відділення Nintendo вирішило не включати згадку цієї системи, так як гра могла бути випущена в Європі і Австралії, що могло призвести до непорозуміння.
Незважаючи на провал системи, вона продовжує мати своїх шанувальників.

## Технічні характеристики
| Процесор                                       | NEC V810 (P/N uPD70732) 32-розрядний RISC-процесор, що працює на частоті 20 МГц (продуктивність близько 18 MIPS) 1 МБ динамічної оперативної пам'яті і 512 КБ псевдостатичної оперативної пам'яті 1 КБ кеш-пам'яті |
| Пристрій відображення (x 2)                    | RTI SLA (P4) з роздільною здатністю 384 x 224 крапок Частота горизонтальної розгортки - 50.2 Гц |
| Живлення                                       | 6 батарей AA (9 вольт) або мережевий адаптер |
| Звук                                           | 16-розрядний, стерео |
| Управління                                     | 6 кнопок і 2 покажчики напрямку використовують протокол передачі, раніше вжитий в NES |
| Послідовний порт (для з'єднання двох консолей) | 8-провідний кабель (не був випущений в продаж) |
| Номери частин                                  | VUE-001 — Основний блок Virtual Boy VUE-003 — Підставка VUE-005 — Ігровий контролер VUE-006 — Картридж (Game Pak) VUE-007 — Батарейний відсік VUE-010 — Аксесуар, що поміщається між Virtual Boy і очима гравця для відсікання зовнішнього світу. VUE-011 — Перехідник для підключення мережевого адаптера VUE-012 — Кріплення для VUE-010 VUE-014 — Стереонавушники червоно-чорного кольору |
| Маса                                           | 750 грам |
| Розміри                                        | 8.5 "H x 10" W x 4.3 "D |

| 16 мегабайт пам'яті постійного зберігання (у випущених іграх використовувалися картриджі об'ємом 0.5-2 мегабайта) 16 мегабайт оперативної пам'яті (у випущених іграх використовувалося 0-8 кілобайт ОЗП з батарейним живленням) 16 мегабайт для пристроїв розширення (не використовувалося в випущених іграх) Можливість генерації переривання основного процесора пристроєм розширення, що міститься у картриджі Лівий і правий аудіовиходи виведені на роз'єм картриджа 60-вивідний роз'єм картриджа |

## Цікаві факти
- Японські версії ігор не пакували в плівку, на відміну від американських версій.
- У 2005 році на одному зі складів у Дубаї було знайдено близько 100 запакованих коробок Virtual Boy. Про них просто забули.